# 심광수
심광수(沈光洙, 1598년~1662년)는 조선 중기의 남인 산림(南人 山林)으로, 본관은 청송(靑松), 자는 희성(希聖), 호는 노연(魯淵), 봉군호는 청안군(靑安君)이다.

## 가계
경기도 관찰사 증영의정 청파부원군(靑坡府院君) 심전(沈銓)의 증손이고 경기도 관찰사 증영의정 청계부원군(靑溪府院君) 심우승(沈友勝)의 손자이며 이조판서 청송군(靑松君) 심액(沈詻)의 아들이다. 어머니는 병조판서 권징(權徵)의 딸이다. 고산 윤선도((孤山 尹善道)의 손자 윤이석(尹爾錫)의 장인이자 공재 윤두서(恭齋 尹斗緖)의 외조부인 심광사(沈光泗)의 형이고, 남인 산림(南人 山林) 윤선도의 사위 심광면(沈光沔)과는 사촌지간이다.

## 생애
동생 심광사(沈光泗)의 장인 이명준(李命俊)에게 학문을 배워 1627년(인조 5년) 생원(生員)·진사(進士) 사마양시(司馬兩試)에 합격하여 성균관(成均館)에 들어갔으나 문과에는 응시하지 않았다. 1635년(인조 13년) 봉림대군(鳳林大君, 효종)의 사부(師傅)로 뽑혔다. 이듬해 병자호란(丙子胡亂)이 일어나자 남한산성(南漢山城)으로 인조를 호종했으며 강력한 척화론(斥和論)을 주장하여 화의론자(和議論者)인 최명길의 참형을 요구하고, 당시 세자였던 소현세자(昭顯世子)를 볼모로 청(淸)에 보내는 데에도 반대하였다. 그러나 인조가 청나라에 항복하자 춘천으로 퇴거하였다. 이후에, 인조가 산림 은일(山林 隱逸) 우대 정책의 일환으로 사헌부 지평, 효종이 세자시강원 진선(世子侍講院 進善), 사헌부 장령, 첨지중추부사 겸 경연관, 상의원 정(尙衣院 正), 사복시 정(司僕寺 正), 승지, 현종이 경연관, 공조참의로 임명하였다. 효종이 승하하고 현종이 즉위하자, 효종의 양모이자 인조의 계비인 자의대비(장렬왕후)가 3년 복상을 입어야 하느냐 1년 복상을 입어야 하느냐를 놓고 서인(西人)과 남인(南人)간에 예송논쟁(禮訟論爭) 이 벌어지자, 기년설(1년설)을 주장하는 송시열(宋時烈)과 송준길(宋浚吉)의 서인 산림들에 대항하여, 남인 산림 허목(許穆), 윤휴(尹鑴), 윤선도(尹善道)와 함께 3년설을 주장하였으나, 서인에 패해 윤선도와 함께 유배당했다. 윤선도는 유배지에서 오래 살아 국보급의 주옥같은 명시와 명문, 명화등을 수두룩하게 남긴 반면, 그는 유배지에서 일찍 죽었다.

## 사후
숙종 때 그의 절친 윤휴의 건의로 이조참판(吏曹參判)에 추증되고, 청안군(靑安君)에 추봉되었다.
공은 만력(萬曆) 무술년(戊戌年, 1598년 선조 31년) 5월 18일에 태어나서 환갑을 지낸 뒤 5년째인 5월 21일에 졸(卒)하였는데, 그해 9월 12일 광주(廣州) 치소(治所) 동쪽 30리 퇴촌(退村)의 선영 아래 남향 언덕에 장사지냈다. 숙종 원년에 연신(筵臣)이 임금에게 감반4)(甘盤)의 옛 은혜가 있다고 아뢰어 이조 참판(吏曹參判)과 청안군(靑安君)을 추증하였다.
공은 총명 박학(聰明博學)하였고 수기(修己)에 방정(方正)함이 있어 반드시 먼저 행한 다음에야 말을 하였다. 평생토록 이름을 세우기 위한 행동이나 정도에 지나친 예찬을 좋아하지 않았으며, 충신(忠信)하고 근칙(謹飭)하여 부모를 공경하는 데 신실하였고 상제(喪祭)에는 근신하며 힘씀이 날마다 행하는 인륜(人倫)의 법도에 벗어나지 않게 하여 한결같이 옛 사람을 목표로 스스로 힘쓰다가 세상이 어지러워짐을 보고는 종적을 숨겨 스스로 지조를 지켰다.
효종이 즉위하자 돌보아 대우함이 매우 두터웠으므로, 의리에 있어 단호히 떠날 수 없어서 과감히 말하고 바로 간(諫)하였으니, 옛 사람들이 남긴 충직함이 있다고 할 만하였다. 공이 이미 늙었고 세상이 더욱 어려워지자 그 재덕을 감추고 나타나지 아니하니, 다시 세상에서 쓰이지 않았다. 그 청렴하고 결백한 지조와 독행(獨行)의 절도는 옛 사람에게 비춰 한 점 부끄러움이 없었다. 그 학행은 집에서 효우(孝友)하는 것에서부터 나아가 군왕을 보필하고 풍속을 바로잡는 데에까지 이르러 맑으면서도 격(激)하지 않고 온화(穩和)하면서도 지킴이 있었으니, 혼탁한 세상에 처하면서도 어지럽혀지지 않은 인물이라 할 만하였다.
정부인은 복주(福州, 안동(安東))의 권씨(權氏)로 가산 군수(嘉山郡守) 경남(慶男)의 손녀이고 사산 감역(四山監役) 권복길(權復吉)의 딸이며 유성군(儒城君) 유희서(柳凞緖)의 외손이다. 그 부인은 부덕을 잘 지켰기 때문에 온 문중이 칭찬하였고 제사와 빈객의 예에 밝아 시부모의 환심을 얻었다. 공이 죽은 지 14년 뒤, 정월 28일에 73세로 세상을 떠났고 남편과 같은 묘역에 합장되었다. 부인이 항상 자손들에게 훈계하기를, “내가 조모님을 모심에서부터 지금 자손들이 5, 6대가 되기에 이르렀다. 조상이 볼 때는 다들 한 할아버지의 소생이니, 소원(疎遠)해진다고 하여 후(厚)하게 하고 박(薄)하게 하는 바가 있어서는 안 된다. 자손들은 이를 잘 지켜 우리 집 가훈으로 삼도록 하라.” 하였다.
아들이 없어 조카인 심백(沈栢)을 양자로 삼았는데, 심백은 현종 3년에 알성시(謁聖試)에서 장원 급제(壯元及第)하여 관직이 병조 좌랑(兵曹佐郞)에 이르렀다. 사위는 별검(別檢)인 이진규(李震奎)이다. 심백은 아들 심득진(沈得震)ㆍ심득태(沈得泰)를 낳았고, 그 사위는 정재중(丁載重)이다. 이진규는 이팽령(李彭齡)ㆍ이귀령(李龜齡)ㆍ이용령(李龍齡)ㆍ이학령(李鶴齡)ㆍ이기령(李麒齡)ㆍ이익령(李翼齡)을 낳았다. 이에 다음과 같이 명(銘)을 쓴다.

학문에 충실하였고 그 어짊이 또한 독애(篤愛)하였으므로, 임금을 잘 섬겼고 어버이도 잘 모셨다. 은미(隱微)하게 사리(事理)를 알았고 지키는 도리가 한결 같았으니 그 몸 또한 맑기만 하였다.— 국역 국조인물고 : 허목이 지은 심광수 묘갈명

## 가계도
- 심달원 (승문원 판교, 증이조판서)
  - 심전 (沈銓, 경기도 관찰사, 증영의정, 청파부원군(靑坡府院君))
  - 부인 : 증 정경부인 전의 이씨 - 이한(李翰)의 딸
    - 심우선 (장수현감)
    - 부인 : 파평 윤씨
      - 심양 (사헌부 감찰)
        - 심광한 (증이조참판)
          - 심상 (심광사의 아들, 사간원 정언, 증이조판서)
            - 심득량 (순흥부사, 증좌찬성)
              - 심각 (예조판서, 판의금부사, 판중추부사, 기로소)
                - 심창석
                  - 심유
                    - 심동량
                      - 딸 : 청송 심씨
                      - 남편 : 정대무(丁大懋, 1824년 5월 18일 ~ ?) - 정학유의 아들, 심오의 외손자, 참봉, 현감, 자는 자원(子園)

                  - 심오 (심경석에 입양됨)

                - 심경석 (용궁현감)
                  - 심오 (심창석의 아들)
                    - 딸 : 청송 심씨
                    - 남편 : 압해 정씨 조선후기 대실학자 다산 정약용의 차남 운포 정학유
                      - 정학유의 아들 : 정대무(丁大懋, 1824년 5월 18일 ~ ?) - 심오의 외손자, 참봉, 현감, 자는 자원(子園)

    - 심우준 (진사, 증이조참판)
    - 부인 : 증 정부인 죽산 박씨
    - 부인 : 증 정부인 은진 송씨
      - 심액 (심우승에 입양됨, 이조판서, 판의금부사, 청송군, 기로소)
      - 심서 (평시서령, 증이조판서)
        - 심광면 (증영의정)
        - 부인 : 증 정경부인 해남 윤씨 - 남인 산림 예조참의 고산 윤선도의 딸
          - 심단 (이조판서, 판의금부사, 판중추부사, 기로소, 봉조하)
          - 부인 : 정경부인 광주 이씨
            - 심득천 (승문원 권지정자)
            - 심득경 (고산 윤선도의 증손 문인화가 공재 윤두서의 작품인 심득경 초상화의 모델, 진사)
            - 심득행 (용인현령)
            - 심득성 (생원, 증이조참의)
              - 심치 (증이조참판)
                - 심영석 (병조참판)
                  - 심문 (제릉참봉, 증이조판서)
                  - 부인 : 증 정부인 풍산 홍씨 - 병조판서 홍명주(洪命周)의 딸
                    - 심동신 (병조참판, 지춘추관사, 대사헌)
                    - 심동헌 (승지)

    - 심우승 (沈友勝, 호조참판, 경기도 관찰사, 호성공신 2등, 증영의정, 청계부원군(靑溪府院君))
    - 부인 : 증 정경부인 순흥 안씨(順興 安氏)
      - 심액 (沈詻, 심우준의 아들, 이조판서, 판의금부사, 청송군(靑松君), 기로소)
      - 부인 : 정경부인 안동 권씨(安東 權氏) - 병조판서 권징(權徵)의 딸
        - 심광수 (沈光洙, 남인 산림(南人 山林), 세자시강원 진선, 공조참의, 증이조참판, 청안군(靑安君))
        - 부인 : 증 정부인 안동 권씨(安東 權氏)
          - 심백 (심광사(沈光泗)의 아들, 병조좌랑)

        - 심광사 (沈光泗, 종친부 전부, 증이조참판, 다섯 아들이 모두 문과에 급제)
        - 부인 : 증 정부인 전의 이씨 - 병조참판 이명준(李命俊)의 딸
          - 딸 : 청송 심씨(靑松 沈氏)
          - 남편 : 해남 윤씨(海南 尹氏) 고산 윤선도(尹善道)의 손자 종친부 전부 윤이석(尹爾錫)
            - 윤이석의 아들 : 윤두서(尹斗緖) - 심광사(沈光泗)의 외손자, 공재(恭齋)라 불리며, 겸재(謙齋) 정선(鄭歚), 현재(玄齋) 심사정(沈師正)과 함께 조선의 삼재(三齋)

          - 심백 (심광수에 입양됨, 병조좌랑)
          - 심상 (심광한에 입양됨, 사간원 정언, 증이조판서)
          - 심벌 (황해도 관찰사)
          - 심방 (진주목사)
          - 심탱 (승지)

        - 심액의 딸 : 청송 심씨
        - 심액의 사위 : 오단 - 관찰사
          - 오단의 딸 : 복천부부인 동복 오씨
          - 오단의 사위 : 인평대군 - 인조의 셋째 왕자
            - 인평대군의 장남 : 복녕군
            - 인평대군의 차남 : 복창군
            - 인평대군의 3남 : 복선군
            - 인평대군의 4남 : 복평군

      - 심보 (沈譜, 무과 박천군수)
        - 심광숙 (沈光淑, 무과 만호)
          - 심륜 (沈棆, 첨지중추부사)
            - 심득망 (沈得望, 무과 첨절제사)

    - 심우단 (사헌부 감찰)
    - 부인 : 수원 최씨
      - 심선 (단천부사)

## 같이 보기
- 윤선도
- 윤휴
- 허목
- 송시열
- 송준길
- 윤두서
- 정약용
- 정학유
- 심우승
- 심액
- 심단
- 심각
- 심육
- 심대윤